# Crash Bandicoot (sorozat)
A Crash Bandicoot-széria népszerű videójáték sorozat. A sorozatot a Naughty Dog indította útjára 1996-ban PlayStation konzolon. Az eltelt tíz év alatt más platformon is megjelentek Crash játékok. A Crash-szériában megtalálhatók a PlayStation 2, Xbox, Nintendo DS, GameCube és Game Boy Advance-re elkészült játékok is. Hasonló stílusú, híres játék a Spyro the Dragon.

## A sorozatról
A széria az alternatív Földön játszódik, főhőse Crash Bandicoot, aki a köztudattal ellentétben nem róka, hanem egy sávos bandikut. A történet szerint egy őrült tudós, dr. Neo Cortex állatokon hajt végre kísérleteket és mutánssá alakítja azokat. Crash feladata, hogy legyőzze a gonoszt, aki mindig más tervvel áll elő.
A Crash játék eredetileg ügyességi platformjátékként indult, ám már több más műfajban is helyet kapott (például autóversenyzés).

## A sorozat részei
- Crash Bandicoot (1996 – PlayStation)
- Crash Bandicoot 2: Cortex Strikes Back (1997 – PlayStation)
- Crash Bandicoot 3: Warped (1998 – PlayStation)
- Crash Team Racing (1999 – PlayStation)
- Crash Bash (2000 – PlayStation)
- Crash Bandicoot 4: The Wrath of Cortex (2001 – PlayStation 2, Xbox, GameCube)
- Crash Bandicoot: The Huge Adventure (2002 – Game Boy Advance)
- Crash Bandicoot 2: N-Tranced (2003 – Game Boy Advance)
- Crash Nitro Kart (2003 – PlayStation 2, GameCube, Xbox, Game Boy Advance, N-Gage, Mobil)
- Crash Bandicoot Purple: Ripto’s Rampage (2004 – Game Boy Advance)
- Crash Twinsanity (2004 – PlayStation 2, Xbox, Mobil)
- Crash Tag Team Racing (2005 – PlayStation 2, Xbox, GameCube, PlayStation Portable)
- Crash Boom Bang! (2006 – Nintendo DS)
- Crash of the Titans  (2007 – Playstation 2, Xbox 360, Nintendo DS, Nintendo Wii, GBA)
- Crash: Mind over Mutant (2008 – Playstation 2, Nintendo DS, Xbox 360, PlayStation Portable, Wii)
- Crash Bandicoot Nitro Kart 3D (2009 – iOS, Series 60, NGI, Brew, Zeebo)
- Crash Bandicoot Nitro Kart 2 (2010 – iOS)
- Crash Bandicoot N. Sane Trilogy (2017 – PS4, Xbox One, Nintendo Switch, PC)
- Crash Team Racing Nitro-Fueled (2019 – PS4, Xbox One, Nintendo Switch)
- Crash Bandicoot 4: It's About Time (2020 – PS4, Xbox One, Xbox Series, PS5, Nintendo Switch)
- Crash Bandicoot: On the Run! (2020 - iOS, Android)
- Crash Team Rumble ( 2023 - ps4,ps5,xbox)